# Wizerunek polityczny
Wizerunek polityczny, image polityczny – obraz, kształt, wyobrażenie sylwetki politycznej jednostki, grupy, organizacji lub instytucji, powstający w świadomości odbiorców. Wizerunek polityczny zawiera elementy wartościujące, które wpływają na decyzje i działania podejmowane przez inne podmioty.

## Cele tworzenia wizerunku politycznego
Tworzenie pozytywnego lub negatywnego wizerunku politycznego sięga najstarszych okresów cywilizacji, odkąd w grupach społecznych tworzyła się jakakolwiek władza; chodziło o np.:
- nadawanie boskiego charakteru władcy,
- podkreślanie dystansu dzielącego władcę od reszty społeczeństwa, pospólstwa,

a osiągano to poprzez:
- budowanie okazałych i niedostępnych budowli na siedzibę władcy,
- tworzenie nimbu tajemniczości wokół władcy,
- budowanie przeświadczenia o jego nieomylności.

Dzięki stworzeniu właściwego wizerunku politycznego władcy możliwe było utrzymanie, utrwalenie władzy oraz poszerzanie kręgu jej oddziaływania politycznego, ekonomicznego, kulturalnego.
Współcześnie zadaniem wizerunku jest takie ukształtowanie polityka, aby potencjalni wyborcy odnaleźli w nim źródło motywacji, które odpowiada ich potrzebom. Wizerunek staje się zatem komunikatem, odpowiedzią na potrzeby grupy dla której został wykreowany, a także swego rodzaju propozycją bądź możliwością wyboru dla grupy niezdecydowanej, nieokreślonej w swoich potrzebach. Wizerunek jest też symbolem, ewoluując w swego rodzaju, charakterystyczną markę, analogiczną do marki produktu w sensie ekonomicznym i posiadającą takie same funkcje: informacyjną, wskazującą, promocyjną oraz tworzącą swoisty, polityczny model marketingowy.

## Podmioty tworzące wizerunek polityczny
1. Wraz z rozwojem parlamentaryzmu i demokracji wokół polityków zaczęły pojawiać się grupy agitacyjno-propagandowe. Również systemy totalitarne dbały o wizerunek swoich polityków i go kształtowały.
2. Aktualnie tworzeniem wizerunku zajmują się zespoły specjalistów, głównie dlatego, aby maksymalnie ograniczyć przypadkowość lub kompromitację polityka,
np. kandydata w wyborach parlamentarnych. Zespoły te tworzą obraz, wykorzystując w tym celu techniki manipulacyjne, przejęte w dużej mierze od specjalistów zajmujących się sprzedażą towarów. Obszar polityki traktują jak rynek, a podmioty polityczne jak towary.
3. Nad wizerunkiem dzisiejszych polityków w kampaniach wyborczych czuwają sztaby wyborcze, składające się ze specjalistów, takich jak: psycholodzy, wizażyści, socjologowie, politolodzy, kosmetycy, scenografowie itd.

Przełomowe znaczenie, związane z przeniesieniem wzorów reklamowania produktów przemysłowych do polityki,
miała kampania prezydencka Richarda Milhousa Nixona w 1968 roku.
Proces tworzenia wizerunku politycznego kandydata przekształcił się w widowisko reklamowe,
a polityk startujący w wyborach stał się „towarem”, który dane ugrupowanie polityczne stara się jak najlepiej „sprzedać”.
Teoretyczna znajomość mechanizmów kreowania jednostki pozwoliła na działania, które przynosiły kandydatom sukces polityczny.
Złemu kandydatowi nie pomoże nawet najlepsza kampania wyborcza i utworzenie najciekawszego wizerunku,
natomiast źle przeprowadzona kampania może pogrzebać szansę nawet bardzo dobrego kandydata.

## Wyznaczniki wizerunku polityka
Podstawą działania wielu zespołów specjalistów jest kreowanie wizerunku polityka zgodnie z nastrojami opinii publicznej, jej wyobrażeniami o przyszłości np. kraju, polityki gospodarczej, jak również przewidzenie takich drobnych zdarzeń, które mogą w znaczący sposób wpłynąć na pozytywny wizerunek polityka lub negatywny wizerunek jego przeciwnika. Według typologii Albouya, wśród rodzajów wizerunku politycznego możemy wyróżnić następujące kategorie: herosi, zwykli ludzie, amanci/bracia, ojcowie, oraz eksperci. Ich zadaniem jest przypisanie politykowi odpowiedniego zestawu przymiotów osobowościowych, które będą wpływały na ocenę jego działań politycznych przez odbiorców. Typ herosa cechuje się charyzmą i bohaterską postawą pomimo wszelkich, historyczno-politycznych trudności. Zwykły człowiek odznacza się przywiązaniem do swojego społeczeństwa oraz równości jaka zachodzi między politykiem a wyborcami, natomiast figura ojca podkreśla swoją opiekuńczą, rodzicielską funkcję, działając wobec społeczeństwa w sposób nieco wyniosły. Wizerunek amanta ma działać na potencjalnych wyborców dzięki atrakcyjnemu wyglądowi i aktywnej, energicznej, kojarzącej się z młodością postawie. Ostatni rodzaj wizerunku, typ eksperta zwraca uwagę na racjonalizm myślenia i przemyślaną strategią gospodarczo-społeczną oraz swego rodzaju ponadpartyjny indywidualizm.
Dodatkowo Jeziński wyróżnia na polskiej scenie politycznej kilka typów pośrednich, złożonych z wyżej wymienionych wersji wizerunku. Do tych form pośrednich należą: szarak, ekscentryk, idol, błazen i luzak. Pierwszy z nich, szarak, jest charakterystyczny dla ugrupowań posiadających silnych liderów, od których zależy ogólny wizerunek ugrupowania. Z definicji jest nierozpoznawalny, uległy oraz nieafiszujący się swoją pozycją osoby piastującej stanowisko polityczne. Wizerunek ten nie wiąże się z wizerunkiem zwykłego człowieka, gdyż w tym przypadku strategia prezentowania swojej osoby jako równego i zwykłego członka wspólnoty ma charakter autokreacyjny. Szarak natomiast nie wyróżnia się, nie jest osobą medialną, ani nie uczestniczy czynnie w tworzeniu założeń politycznych partii. Drugim z wymienionych typów jest ekscentryk, którego wyróżniają pełne pasji, często ekstrawaganckie i zaskakujące opinię publiczną postawy oraz wypowiedzi. Stosowana prowokacja przyciąga uwagę mediów i wyborców oraz zmusza ich do reakcji, co w efekcie zwiększa liczbę zwolenników ugrupowania. Tego typu image najczęściej jest medialnym i oddziałowującym na emocje elektoratu dodatkiem do całościowego wizerunku osoby, który poprzez ewidentne skrócenie dystansu w wielu przypadkach zbliża do siebie polityka i wyborcę. Idol różni się od figury herosa jedynie sytuacją historyczno-polityczną, gdyż działa on w stabilnych czasach pokoju. Idol jest przekonujący, rzetelny, profesjonalny oraz dąży do realizacji swojej idei politycznej. Jeziński podkreśla charyzmatyczny aspekt cech idola, takich jak zdecydowanie i umiejętność podejmowania decyzji, dzięki którym posiada wpływ nie tylko na wyborców, ale także na członków własnego ugrupowania politycznego. Błazen wyróżnia się śmiesznością, brakiem odpowiedzialności i mało poważnym podejściem do świata politycznego. Jego niezamierzone zachowanie oraz często niefortunne wypowiedzi pozwalają na rozładowanie emocji, odwrócenie uwagi od realnych problemów czy konfliktu między rządzącymi a społeczeństwem. Trzeba zaznaczyć, że działania te oprócz narażenia samego polityka na ośmieszenie, mogą wpłynąć negatywnie również na image polityczny całej partii, bądź kluczowy dla niej element wizerunku. Wizerunek luzaka związany jest ze swobodnym podejściem do politycznej rzeczywistości, nacechowanym poczuciem humoru, ironią czy pewną kąśliwością wobec pozostałych członków areny politycznej, które jak podkreśla Jeziński „powinny mieścić się w granicach politycznej poprawności”. W przeciwieństwie do image’u błazna, luzak działa w sposób odpowiedzialny, spójny i mimo ironicznej oceny realiów, myśli o nich w sposób racjonalny i poważny.